# Рескоала
Рескоала (рум. Răscoala) — село у повіті Хунедоара в Румунії. Адміністративно підпорядковане місту Петріла.
Село розташоване на відстані 237 км на північний захід від Бухареста, 61 км на південний схід від Деви, 145 км на південь від Клуж-Напоки, 130 км на північ від Крайови.

## Населення
За даними перепису населення 2002 року у селі проживали 176 осіб, усі — румуни. Усі жителі села рідною мовою назвали румунську.